# Юра (притока Німану)
Юра (лит. Jūra) — річка в західній частині Литви. Довжина становить 177 км, площа басейну — 3990 км². Права притока річки Німан. Десята за довжиною річка Литви. Витік річки знаходиться на Жемайтській височині. Протікає через міста: Таураге, Ретавас, Кведарна та Паюріс.

## Галерея

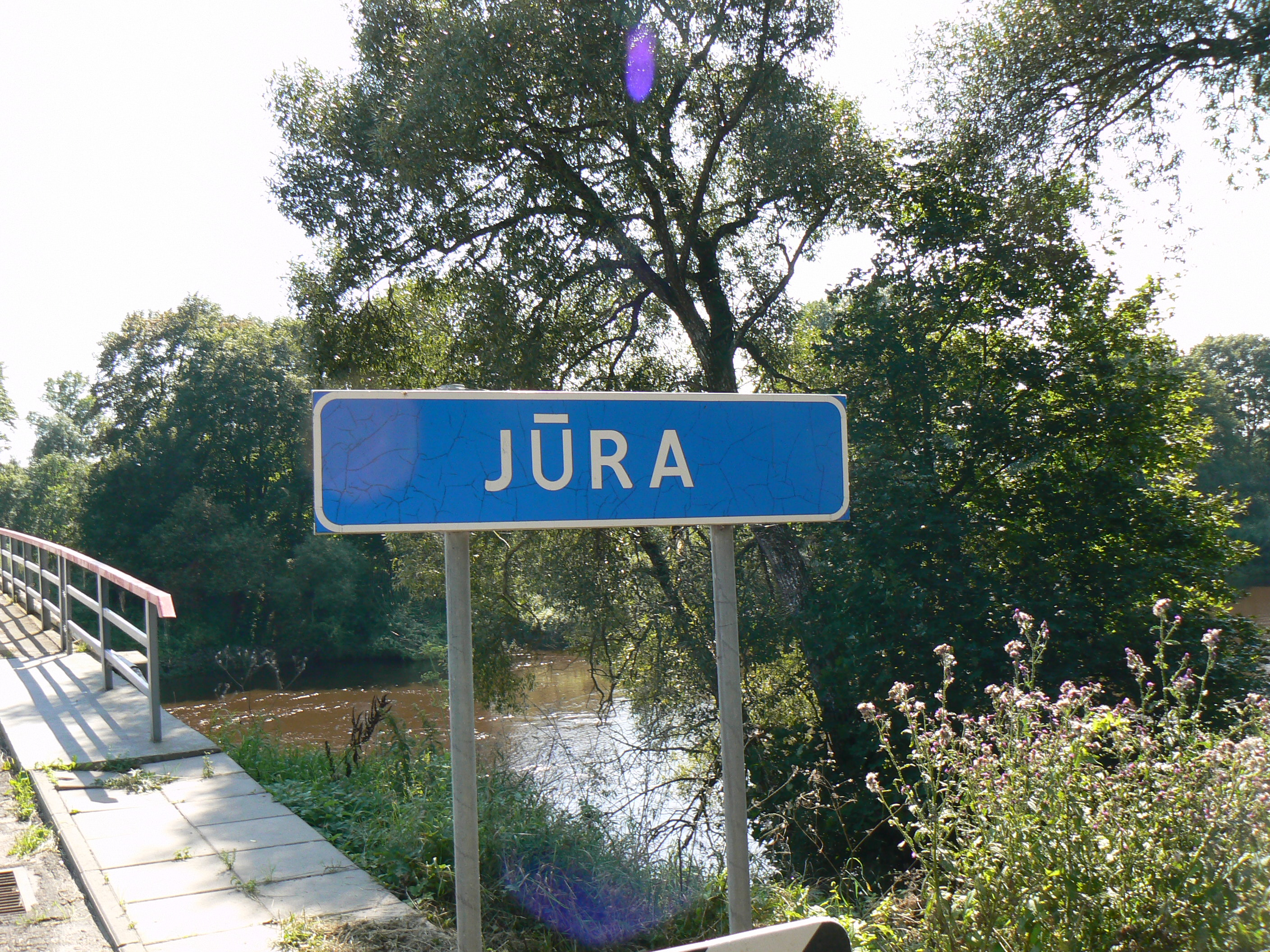
Вказівник
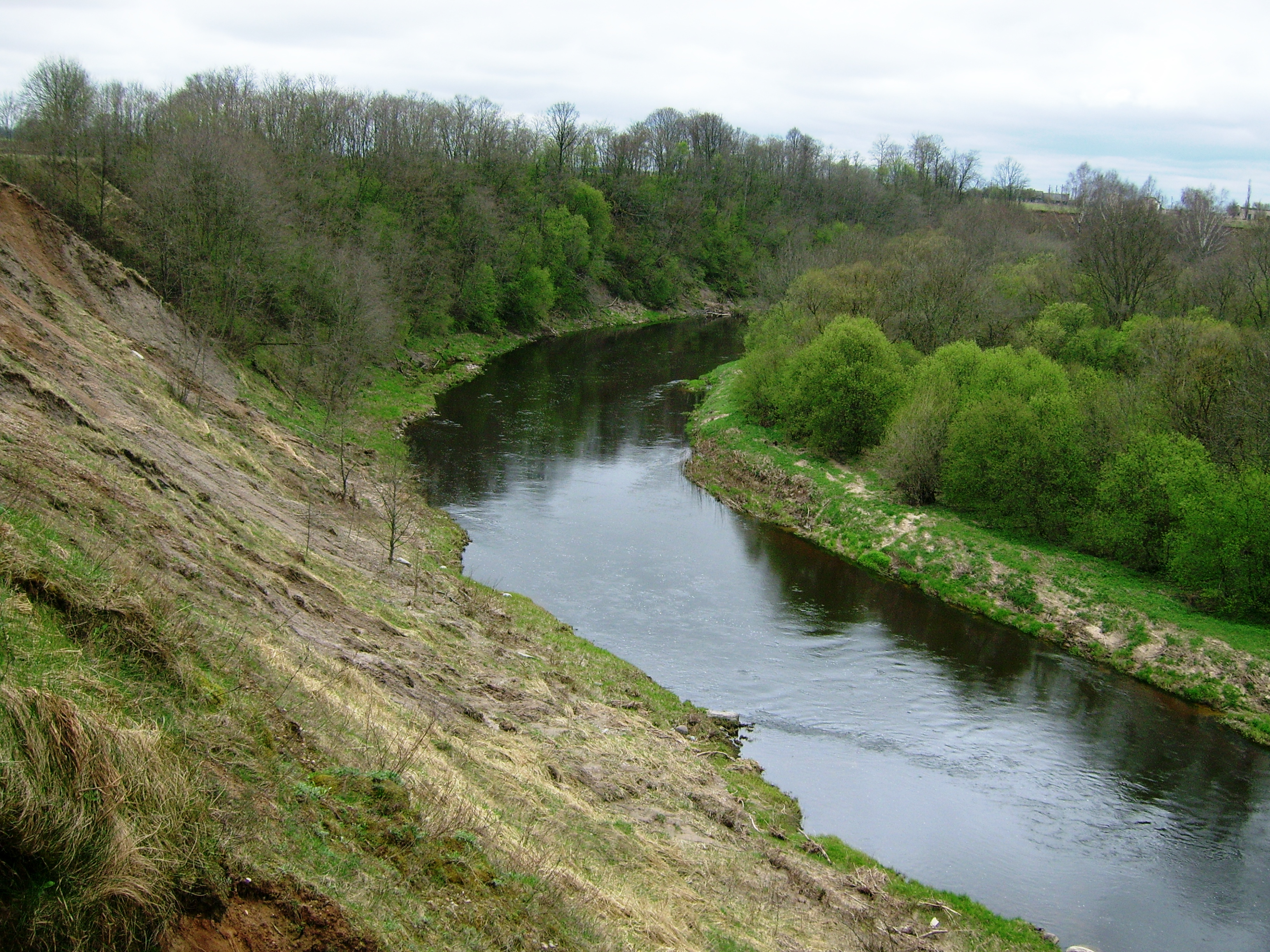
Річка
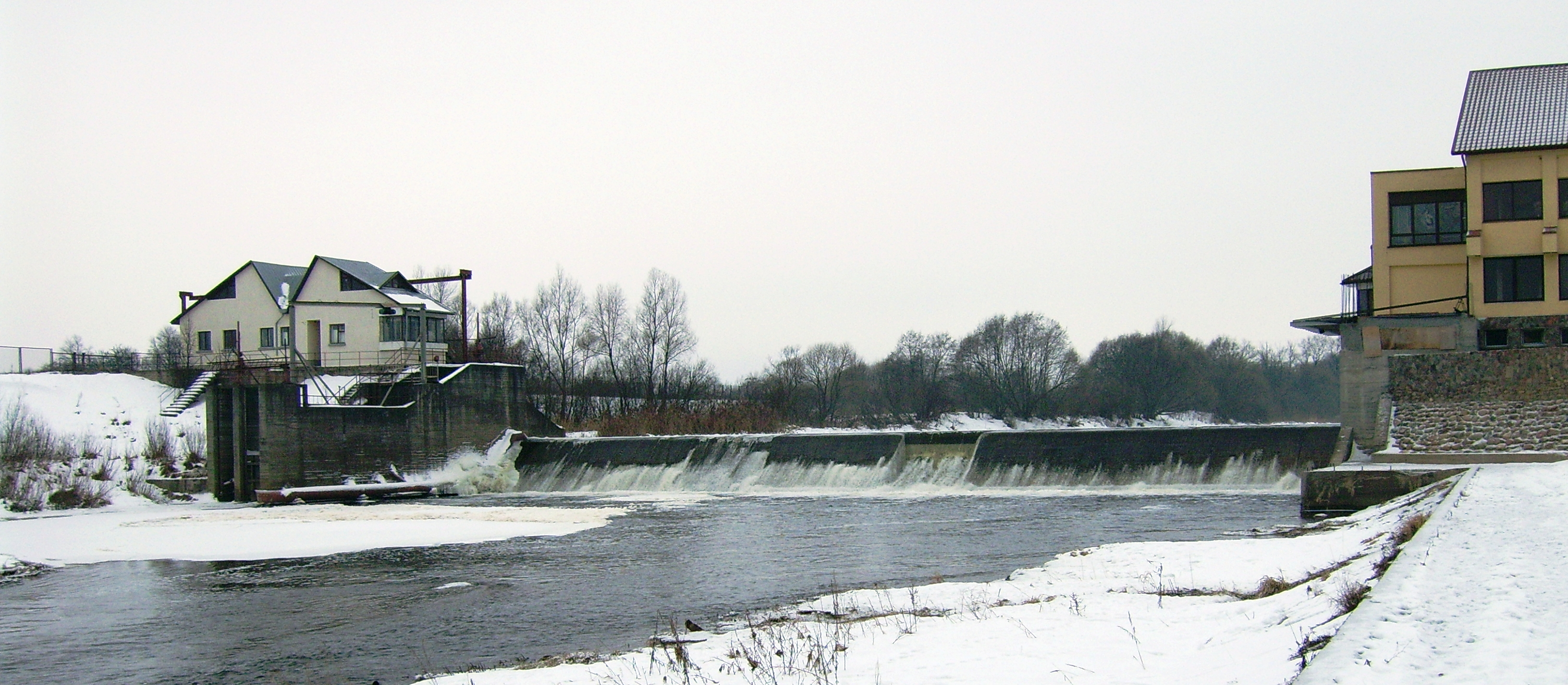
Гребля на річці в місті Таураге
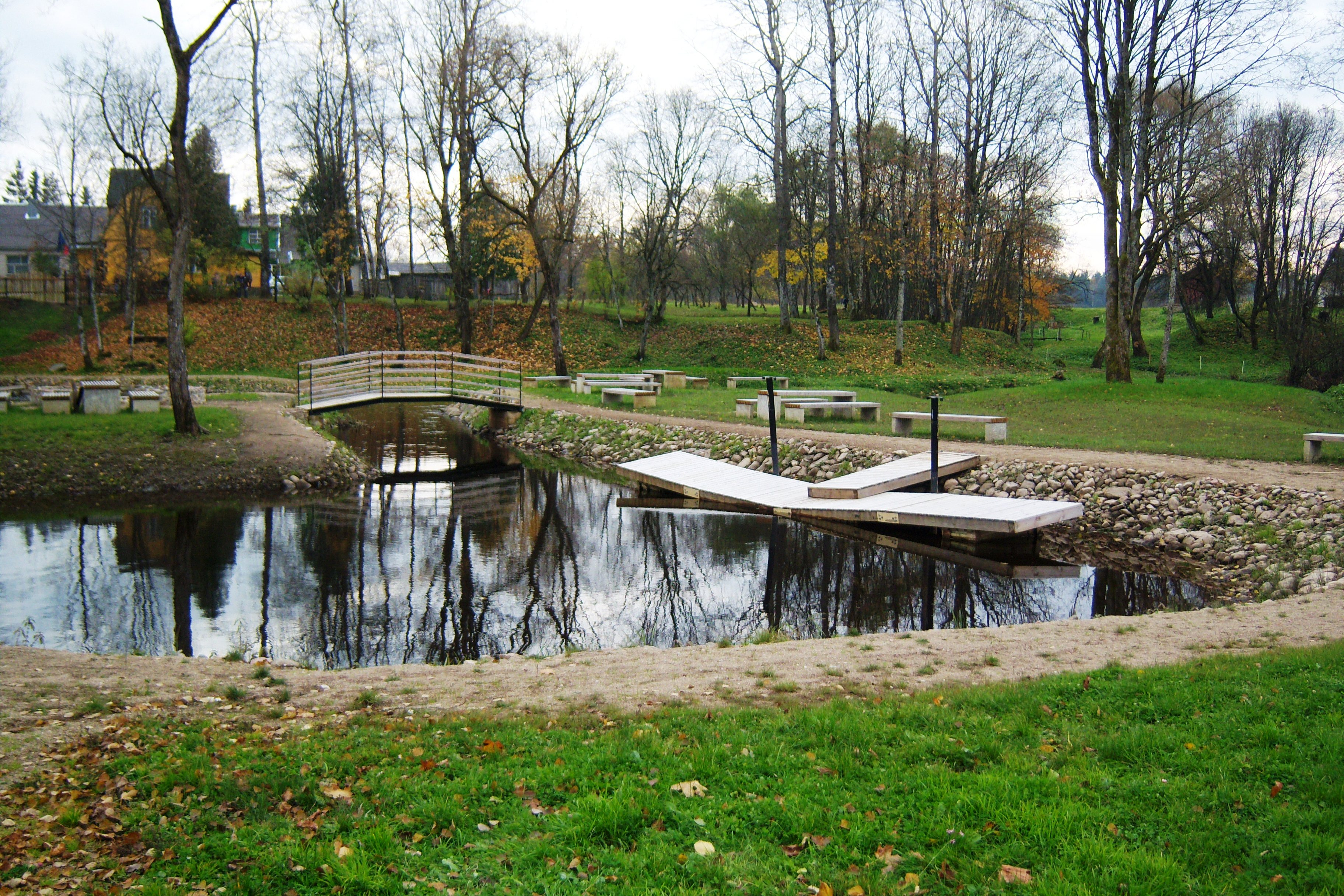
Набережна біля міста Ретавас